# Simpur (Belik)
Simpur is een bestuurslaag in het regentschap Pemalang van de provincie Midden-Java, Indonesië. Simpur telt 4833 inwoners (volkstelling 2010).